# Greville Texidor
Margaret Greville Foster (Wolverhampton, 1902 - Sídney, 20 de agosto de 1964), conocida por su seudónimo Greville Texidor, fue una escritora de ficción inglesa, destacada por su trabajo escrito mientras vivía en Nueva Zelanda entre 1940 y 1948.
Tras viajar por el mundo como artista y luchar junto a su esposo por los republicanos en la guerra civil española, Texidor se exilió a Nueva Zelanda con su familia durante los primeros años de la Segunda Guerra Mundial, expulsada de Inglaterra debido al pasado alemán de su esposo y las ideas políticas radicales de la pareja.
En Nueva Zelanda, comenzó a escribir ficción, uniéndose a la comunidad literaria de Auckland. Sus cuentos y novelas, recopilados póstumamente en la colección In Fifteen Minutes You Can Say a Lot: Selected Fiction, son considerados como una importante contribución al período existencialista en el canon literario de Nueva Zelanda.

## Primeros años
Greville Texidor nació como Margaret Greville Foster en 1902 en Wolverhampton, Inglaterra. Después de que su padre, William Arthur Foster, se suicidara en 1919 por un escándalo legal, Texidor abandonó la escuela y se mudó a Londres para unirse al mundo artístico de Hampstead. La acompañaron su madre, Editha Greville Prideaux Foster, y su hermana, Kate, ambas pintoras.

### Vida en Londres y viajes por el mundo
Trabajó como modelo y actriz en Londres. En 1924, apareció como Margot Greville en la película muda Moonbeam Magic, interpretando el papel de Miriam. Después hizo una gira por Europa y América como corista, donde fue pareja de un contorsionista.
Se casó tres veces: con un británico, un español y un alemán. Su primer matrimonio terminó después de solo dos semanas.

### Guerra civil española
Conoció a su segundo marido, el español Manuel Texidor, en Buenos Aires. Se mudaron juntos a España, donde ella vivió durante varios años y tuvieron una hija, Christina. Su tercer marido fue el alemán Werner Otto Droescher, con quien luchó del lado de los republicanos en la guerra civil española.
Tanto en España como en Inglaterra, Texidor y su esposo trabajaron para ayudar a refugiados españoles y alemanes.

## Etapa de Nueva Zelanda (1940-1948)
En 1940, Texidor se mudó a Nueva Zelanda junto con Droescher, su hermana y su madre, quien había crecido en Nueva Zelanda. Texidor y Droescher regresaron a Inglaterra desde España, pero su origen alemán y la política anarquista de la pareja les empujaron a los márgenes de la sociedad británica en la época de la Segunda Guerra Mundial, pasando Texidor un mes en prisión en este período. Clasificados como "extranjeros enemigos en tiempos de guerra", la familia comenzó una nueva vida en Nueva Zelanda.
Durante esa etapa, Texidor vivió en Auckland, la península de Northland y en North Shore City y en 1947, tuvo una segunda hija, Rosamund, con Droescher.

### Escritura
Una vez en Nueva Zelanda, Texidor comenzó a escribir ficción por primera vez en su vida.
Se implicó profundamente en la escena literaria de Auckland del momento, recibiendo la tutoría del escritor Frank Sargeson, quien la incluiría en su antología de 1945 Speaking for Ourselves. Sin embargo, su actitud no siempre fue colaborativa, y llegó a colocar un cuchillo sobre la garganta del poeta y editor Denis Glover.
Sus obras de ficción corta se imprimieron en publicaciones de Nueva Zelanda, Australia e Inglaterra, como Anvil y Here & Now. Su primer trabajo publicado en Nueva Zelanda fue "Home Front", en 1942 y fue objeto de numerosas antologías.
Su primer libro, la novela These Dark Glasses, fue escrito durante su estancia en Nueva Zelanda, pero se publicó en 1949, después de que abandonara el país. Trata sobre una escritora comunista que había estado ayudando a los republicanos en España, a medida que se desilusionaba con la escena intelectual del sur de Francia. En la novela, Texidor visualiza "símbolos existencialistas de una lucha desesperada por escalar barreras infranqueables".
En su trabajo, Texidor aportó una mirada crítica y cosmopolita a la sociedad neozelandesa de la época, que encontraba provinciana. Su trabajo se caracteriza por formar parte del movimiento literario existencial de Nueva Zelanda. Los críticos describían que su escritura demostraba una "hipersensibilidad a la desolación", e historias pobladas de "personajes dañados [que] están más allá del aprendizaje o la enseñanza".
Además de sus propios escritos, Texidor tradujo literatura española al inglés, como poemas de Federico García Lorca.

## Muerte y legado
Texidor se mudó de Nueva Zelanda a Australia en 1948 y en 1954 regresó a España. Cuando su matrimonio terminó en 1961, volvió a Australia, donde se suicidó a las afueras de Sídney en agosto de 1964.
Sus historias y novelas se recopilaron póstumamente y se publicaron en 1987 en la obra In Fifteen Minutes You Can Say a Lot: Selected Fiction  La colección se volvió a publicar en 2019 como un clásico de Victoria University Press.

## Otras lecturas
- Schwass, Margot (2019). All the Juicy Pastures: Greville Texidor and New Zealand. Wellington: Victoria University Press. ISBN 9781776562251.